# Sienno (gmina)
Pour les articles homonymes, voir Sienno.
Sienno est une gmina rurale (gmina wiejska) du powiat de Lipsko dans la Voïvodie de Mazovie, dans le centre-est de la Pologne.
Son siège administratif (chef-lieu) est le village de Sienno, qui se situe environ 15 kilomètres au sud-ouest de Lipsko (siège de la Powiat) et 130 kilomètres au sud de Varsovie (capitale de la Pologne).
La gmina couvre une superficie de 147,15 km2 pour une population de 6 377 habitants en 2006.

## Histoire
De 1975 à 1998, la gmina est attachée administrativement à la voïvodie de Radom.

Depuis 1999, elle fait partie de la voïvodie de Mazovie.

## Géographie
La gmina de Sienno inclut les villages et localités suivantes :

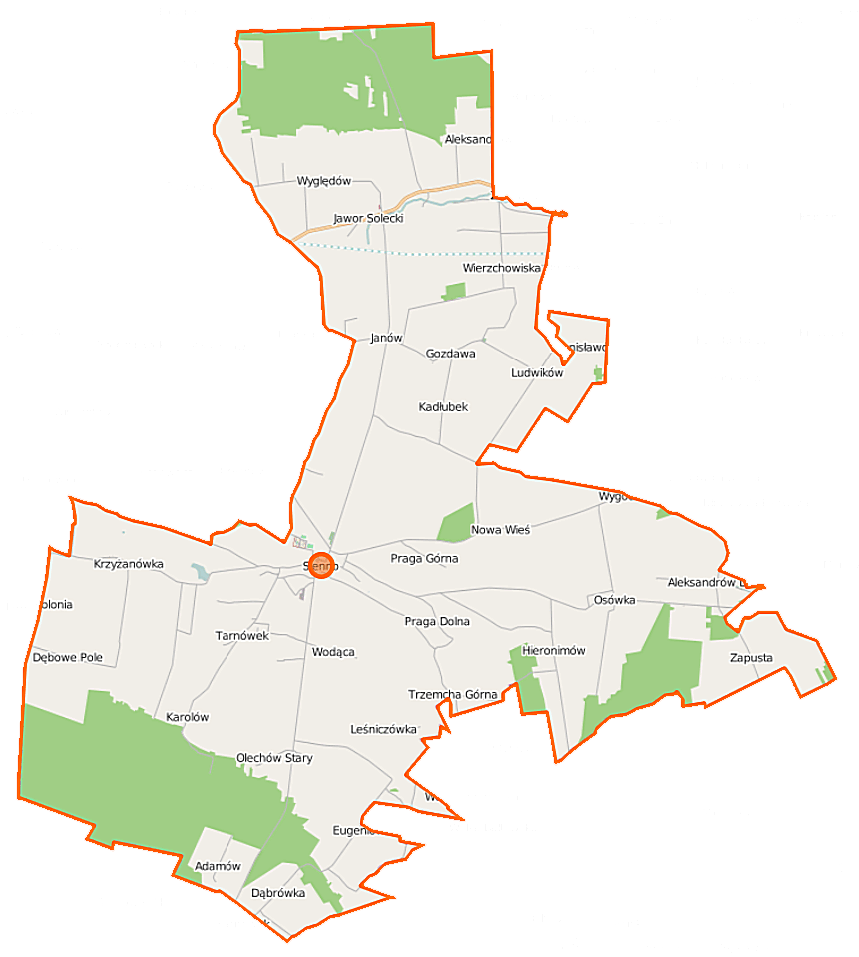
Plan de la gmina

- Adamów
- Aleksandrów
- Aleksandrów Duży
- Bronisławów
- Dąbrówka
- Dębowe Pole
- Eugeniów
- Gozdawa
- Hieronimów
- Janów
- Jaworska Wola
- Kadłubek
- Karolów
- Kochanówka
- Krzyżanówka
- Leśniczówka
- Ludwików
- Nowa Wieś
- Nowy Olechów
- Osówka
- Piasków
- Praga Dolna
- Praga Górna
- Sienno
- Stara Wieś
- Stary Olechów
- Tarnówek
- Trzemcha Dolna
- Trzemcha Górna
- Wierzchowiska Drugie
- Wierzchowiska Pierwsze
- Wodąca
- Wyględów
- Wygoda
- Zapusta

### Gminy voisines
La gmina de Sienno est voisine des gminy suivantes :
- Bałtów
- Bodzechów
- Brody
- Ciepielów
- Kunów
- Lipsko
- Rzeczniów
- Tarłów

## Structure du terrain
D'après les données de 2002, la superficie de la commune de Sienno est de 147,15 km2, répartis comme tel :
- terres agricoles : 80%
- forêts : 17%

La commune représente 19,68% de la superficie du powiat.

## Démographie
Données du 31 décembre 2012 :
| description        | Total  | Total | Femmes | Femmes | Hommes | Hommes |
| ------------------ | ------ | ----- | ------ | ------ | ------ | ------ |
| Unité              | Nombre | %     | Nombre | %      | Nombre | %      |
| population         | 6 098  | 100   | 3 041  | 49,9   | 3 057  | 50,1   |
| Densité (hab./km²) | 41,4   | 41,4  | 20,7   | 20,7   | 20,7   | 20,7   |